# بيورن أوسكار غولبراندسن
بيورن أوسكار غولبراندسن (بالنرويجية البوكمول: Bjørn Oscar Gulbrandsen)‏ هو لاعب هوكي الجليد نرويجي، ولد في 17 سبتمبر 1925 في باروم في النرويج، وتوفي بنفس المكان في 16 أبريل 2011.

## وصلات خارجية
- بيورن أوسكار غولبراندسن على موقع EliteProspects.com (الإنجليزية)
- بيورن أوسكار غولبراندسن على موقع أوليمبيديا (الإنجليزية)